# Feel the Power
Feel the Power è il terzo album in studio del gruppo musicale christian metalcore canadese Blessed by a Broken Heart.
È stato pubblicato il 24 gennaio 2012 per l'etichetta discografica Tooth & Nail Records  ed è stato il primo album della band ad entrare nella US Heat Charts degli Stati Uniti debuttando alla posizione n°19.

## Tracce
1. Deathwish – 4:36
2. Shut Up and Rock – 4:39
3. Love Nightmare – 3:43
4. Forever – 3:47
5. Thunder Dome – 0:40
6. Holdin' Back for Nothin' – 3:36
7. I've Got You – 5:10
8. Rockin' All Night – 4:25
9. Scream It Like You Mean It – 3:33
10. Skate or Die – 4:03
11. Innocent Blood – 5:32
12. Sleepless Nights – 5:23

## Formazione
- Tony Gambino - voce
- Sean Michael Maier "Shred Sean" - chitarra
- Sam 'Ryder' Robinson - voce, chitarra
- Tyler Hoare - basso
- Ian "Slater" Evans - batteria